# Borivske
Borivske (în ucraineană Борівське) este o așezare de tip urban din orașul regional Sieverodonețk, regiunea Luhansk, Ucraina. În afara localității principale, mai cuprinde și satele Bobrove și Oskolonivka.

## Demografie
Componența lingvistică a așezării de tip urban Borivske
     Rusă (94,67%)
     Ucraineană (5,16%)
     Alte limbi (0,03%)
Conform recensământului din 2001, majoritatea populației așezării de tip urban Borivske era vorbitoare de rusă (94,67%), existând în minoritate și vorbitori de ucraineană (5,16%).